# Jochen Huth
Pour les articles homonymes, voir Huth.
Jochen Huth (né Joachim Huth le 24 mai 1905 à Leipzig, mort le 17 novembre 1984 à Minusio) est un scénariste allemand.

## Biographie
Il étudie à l'université de Leipzig et termine un apprentissage dans le commerce puis prend des cours de comédie au Leipziger Stadttheater. En 1927, il joue à Leipzig, Hambourg et Oldenburg.
En 1931, il commence à écrire et corriger des feuilletons. Il est aussi critique de théâtre et de cinéma et écrit des pièces radiophoniques pour des radios de Berlin, Cologne et Leipzig. En 1935, il rencontre Willi Forst et écrit avec lui trois scénarios. Il en écrit d'autres jusqu'en 1941 ainsi que des pièces de théâtre.
Il redevient scénariste en 1953. Il adapte de Gerhart Hauptmann Les Rats et Vor Sonnenuntergang. Il reçoit le Prix du film allemand en 1954 pour le scénario de Tant que tu m'aimeras et aussi en 1956 pour Le Diable en personne.

## Filmographie
- 1936 : Allotria
- 1936: Burgtheater
- 1937: Cabrioles
- 1938 : Quatre Filles courageuses (Die vier Gesellen)
- 1938: Das Leben kann so schön sein
- 1939: Fasching
- 1939: Ein hoffnungsloser Fall
- 1940: Nanette
- 1941: Hauptsache glücklich (de)
- 1953: Tant que tu m'aimeras
- 1955: Les Rats
- 1956: Vor Sonnenuntergang (Je n'ai plus que toi[1])
- 1956: Le Diable en personne (Teufel in Seide)
- 1956: Liebe
- 1957 : Die Letzten werden die Ersten sein
- 1958 : Voyage en Italie, amour inclus (Italienreise – Liebe inbegriffen)
- 1959: Jacqueline (de)
- 1960: La femme à la fenêtre obscure
- 1961: Frau Irene Besser
- 1967: Die Mission
- 1983 : Der Lorbeerkranz